# Vlnový multiplex
Vlnový multiplex (wavelength-division multiplexing, WDM) představuje v optických sítích technologii, kterou se při přenosu multiplexuje více optických signálů v jednom optickém vlákně s použitím rozdílných vlnových délek (barev) LED nebo laserů. Je tak umožněno rozšířit kapacitu média nebo provést obousměrnou komunikaci na jednom optickém vlákně.
Pojem vlnový multiplex se nejčastěji používá při přenosu informace optickým způsobem (signál bývá popsán svojí vlnovou délkou), zatímco frekvenční multiplex se typicky používá při rádiovém přenosu informace (charakteristickým znakem signálu bývá jeho frekvence). Stejně jako se při frekvenčním multiplexu pro různé signály používají různé frekvence, tak pro komunikaci po optickém vlákně je použit WDM za použití nosných různých vlnových délek. Ostatně vlnová délka je nepřímo úměrná frekvenci daného vlnění, navíc optický i rádiový signál jsou pouze dvě možné formy elektromagnetického vlnění.

## WDM
WDM používá multiplexer ve vysílači pro spojení signálů dohromady a demultiplexer v přijímači pro následné rozděleni. Se správným typem vlákna je možné mít zařízení, které umožňuje oboje současně a funguje jako optický add-drop multiplexer. Zařízení pro optickou filtraci používaná v modemech jsou obvykle etalony, stálé jednofrekvenční interferometry (Fabry-Perot) fungující na principu optických skel, na nichž je nanesen tenký film.
Koncept byl poprvé publikován v roce 1970 a v roce 1978 byl WDM realizován v laboratořích. První WDM umělo kombinovat dva signály. Moderní systémy umožňují až 160 signálů a umožňují rozšířit 10 Gbit/s optický systém na teoretickou kapacitu 1.6 Tbit/s přes jeden optický pár.
WDM je populární v telekomunikačních společnostech, protože jim umožňuje rozšiřovat kapacitu sítě bez nutnosti pokládání dalších optických vláken. Při použité WDM a optických zesilovačů, mohou umístit více generaci technologie v jejich optické infrastruktuře, bez nutnosti renovace páteřní sítě. Kapacita může být navyšována jednoduchým rozšířením multiplexu na každém konci.
Nejčastěji se používají opticko-elektricko-optické převodníky na samém okraji transportní sítě, čímž je zachována interoperabilita s existujícími zařízení s optickými rozhraními.
Většina WDM systému pracuje na jednovidových optických vláknech, které mají průměr jádra 9 µm.
Některé typy WDM pracují i na vícevidových optických vláknech (známe také jako prostorové kabely) které mají průměr jádra 50 nebo 62,5 µm.
Prvotní WDM systémy byly hodně drahé a komplikované. Nicméně standardizace, lepší porozumění dynamice WDM systémů, měla za následek nasazování WDM systémů a jejich zlevňování.
Optické přijímače, kontrastující s laserovými zdroji, směřují k širokopásmovým zařízením.

## Coarse WDM
„Coarse Wavelength Division Multiplexing“ byl docela všeobecný pojem a znamenal mnoho rozdílných věcí. 
Před ITU standardizací bylo považováno za Coarse WDM dva (nebo více) signálů multiplexovaných do jednoho optického vlákna, kde jeden signál měl pásmo 1550-nm nebo 1310 nm pásmo.
ITU standardizovala 20 nm kanálové rozteče pro použití s CWDM za použití vlnových délek mezi 1270 nm a 1610 nm. Širší kanál 20 nm může využívat teplotně nestabilizovaný laser (DFB) a z tohoto důvodu jsou tyto systémy levnější než multiplexy s hustým dělením (DWDM). V současné době se převážně využívá pásmo 1470 nm až 1610 nm. Vlnové délky mezi 1350 nm až 1450 nm se nepoužívají z důvodu nasazení na optická vlákna G.652.B, která mají zvýšený útlum vlivem „waterpeeku“ v okolí vlnové délky 1383 nm a tyto zvýšené hodnoty zasahují i do dalších kanálů. Též kanály v okolí 1310 nm nejsou obvyklé. S nástupem nových vláken standardu G.652.C a G.652.D (eliminace zvýšení útlumu v okolí 1383 nm) lze očekávat využití celého pásma od 1270 nm do 1610 nm (20 kanálů). Připravují se i aplikace CWDM pro projekty FTTx.
Ethernet standard LX-4 fyzické vrstvy je příkladem CWDM systému, který na čtyřech vlnových délkách blízko 1310 nm, kde na nosné je 3,125 Gbit/s a jsou použity pro přenos 10 Gbit/s agregovaných dat.

## Dense WDM - tzv. hustý vlnový multiplex (DWDM)

### Wavelength Converting Transponders
Zesilovače, které musí být přítomny v signálové cestě kvůli ztrátám a postupnému "oslabování" signálu. Využívá se většinou převod na elektrickou veličinu, následuje úprava signálu a poté opět převod zpět na optický signál. Někdy se tyto zesilovače také označují jako O/E/O (optical-electrical-optical) zesilovače. Podle typu úpravy signálu rozlišujeme tři typy zesilovačů.
1RPouhé zesílení signálu. Žádné dodatečné úpravy signálu neprobíhají. V anglické verzi je takovýto zesilovač označován jako "smetí dovnitř, smetí ven", což plně vystihuje funkci, kdy výstup je pouze zesílenou podobou vstupu.
2RPo převodu na elektrickou veličinu, většinou se jedná o napětí, se signál zesílí a zároveň pomocí vhodného tvarovacího obvodu dojde k obnově tvaru signálu. Vhodným tvarovačem může být i klopný obvod s hysterezí. Tento typ zesilovačů není příliš běžný a předpokládá signál s digitální modulací.
3RPo převodu z optického na elektrický signál dojde k zesílení signálu, úpravě tvaru pomocí tvarovače a ke korekci časových poloh signálu. Poslední zmíněná korekce se provádí z důvodu proměnného zpoždění signálu procházejícího vláknem.